# The Heroin Diaries: A Year in the Life of a Shattered Rock Star
The Heroin Diaries: A Year in the Life of a Shattered Rock Star (en español - Los diarios de la heroína: un año en la vida de una estrella del rock destrozada) es un libro autobiográfico escrito por Nikki Sixx, bajista de la agrupación Mötley Crüe e Ian Gittins que contiene reflexiones sobre la vida y las adicciones del bajista.
El libro también incluye fotos en blanco y negro y letras de canciones. Fue diseñado por Paul Brown, de acuerdo a la página 406. Con su otra banda, Sixx:A.M., Sixx grabó un álbum conceptual llamado The Heroin Diaries Soundtrack como acompañamiento musical para el libro. El álbum fue publicado en el año 2007.

## Lanzamiento
En la tienda de libros Borders Group en la ciudad de Los Ángeles las copias del libro ofrecidas se vendieron en su totalidad el mismo día de su lanzamiento. Esto se debió en parte a que el propio Sixx estuvo presente en la tienda firmando cada copia vendida. El libro debutó en la posición #7 de la lista de superventas del New York Times.

## Artistas que contribuyeron en la redacción del libro
- Nikki Sixx (bajista de Mötley Crüe)
- Tommy Lee (baterista de Mötley Crüe)
- Vince Neil (cantante de Mötley Crüe)
- Mick Mars (guitarrista de Mötley Crüe)
- Deana Richards (madre de Nikki Sixx)
- Doc McGhee (mánager de Mötley Crüe)
- Slash (guitarrista de Guns N' Roses y Velvet Revolver)
- Ross Halfin (fotógrafo británico)
- Wayne Isham (director de vídeos)
- Steven Tyler (cantante de Aerosmith)
- Rick Nielsen (guitarrista de Cheap Trick)
- Bob Rock (productor)
- Ian Gittins (coautor del libro)
- Ozzy Osbourne (cantante de Black Sabbath)
- Lita Ford (exnovia de Sixx de 1981-82)
- Alice Cooper (cantante)